# Miracolo a Palermo!
Miracolo a Palermo! è un film del 2005 diretto da Beppe Cino. 
Il film è uscito il 1º aprile 2005. Fu prodotto in collaborazione con il Ministero per i Beni e le Attività Culturali (MiBAC).